# イノセント・マン
イノセント・マン（An Innocent Man）は、ビリー・ジョエルが1983年に発表した、9作目のスタジオ・アルバム。

## 解説
R&Bやドゥー・ワップからの影響を反映した、明朗な作風となった。ビリーが日本盤のために書き下ろしたコメント（鈴木道子・訳）では、本作収録曲に影響を与えたアーティストとしてジェームス・ブラウン、ベン・E・キング、シュープリームス、マーサ&ザ・ヴァンデラス、フォー・シーズンズ、サム・クックの名前を挙げている。また、「今宵はフォーエバー」のコーラス部分のメロディは、ベートーヴェンの「悲愴ソナタ」第2楽章からの引用。
アルバムは全米4位に達した。イギリスでは2位（2009年1月現在、ビリーの作品としては全英アルバムチャートでの最高位）。本国アメリカでの第1弾シングル「あの娘にアタック」は、ビリーにとって2曲目となる全米1位獲得シングルとなった。続く「アップタウン・ガール」は、本国アメリカで3位。イギリスでは同曲が先にヒットし、ビリーにとって初となる全英チャート1位を果たした。その後「イノセント・マン」（全米10位）、「ロンゲスト・タイム」（全米14位）、「夜空のモーメント」（全米27位）、「キーピン・ザ・フェイス」（全米18位）もシングル・ヒット。「今宵はフォーエバー」は、本国アメリカではシングル・カットされていないが、イギリスや日本でシングルとしてリリースされた。
「あの娘にアタック」のPVは「エド・サリバン・ショー」のパロディになっており、ウィル・ジョーダンがエドを演じ、ビリーはバンドメンバーと共にエルヴィスを彷彿させる歌手を演じ、ＴＶ見ている家庭やホームパーテイをしている若者たちを同時進行させビリーがＴＶで歌っている自分の前に突然単独で現れたり、パーテイに加わったりしている。
「キーピン・ザ・フェイス」のPVは裁判長がロック禁止令を執行しようとし、ジミ・ヘンドリックスを彷彿させるロック・ミュージシャンたちが抗議する中、ビリーが現れ歌い出すと、皆ノッてきて、裁判長も躍りだし最後は皆で町へ繰り出す。
両方ともリマスターのCDEXTRAで見られる。

## 収録曲
特記なき楽曲はビリー・ジョエル作。
1. イージー・マネー - "Easy Money" - 4:05
2. イノセント・マン - "An Innocent Man" - 5:18
3. ロンゲスト・タイム - "The Longest Time" - 3:40
4. 今宵はフォーエバー - "This Night" (Ludwig van Beethoven, Billy Joel) - 4:16
5. あの娘にアタック - "Tell Her About It" - 3:51
6. アップタウン・ガール - "Uptown Girl" - 3:17
7. ケアレス・トーク - "Careless Talk" - 3:48
8. 君はクリスティ - "Christie Lee" - 3:31
9. 夜空のモーメント - "Leave a Tender Moment Alone" - 3:56
10. キーピン・ザ・フェイス（英語版） - "Keeping the Faith" - 4:39

## 参加ミュージシャン
- ビリー・ジョエル - ボーカル、ピアノ、エレクトリックピアノ、ハモンドオルガン
- ダグ・ステッグマイヤー - ベース
- リバティ・デヴィート - ドラムス
- デヴィッド・ブラウン - リードギター
- ラッセル・ジェイヴァース - リズムギター
- マーク・リヴェラ - サックス、パーカッション、バッキング・ボーカル

ゲスト・ミュージシャン
- ラルフ・マクドナルド - パーカッション(on 7. 9.)
- レオン・ペンダーヴィス - ハモンドオルガン(on 1.)
- リチャード・ティー - ピアノ(on 5.)
- エリック・ゲイル - エレクトリックギター(on 1.)
- ロニー・キューバー - サックス(on 1. 5. 7. 10.)
- ジョン・ファディス - トランペット(on 1.)
- デイヴィッド・サンボーン - サックス(on 1.)
- ジョー・シェプレイ - トランペット(on 1. 5. 7. 10.)
- マイケル・ブレッカー - サックス(on 5. 7. 10.)
- ジョン・ガッチェル - トランペット(on 5. 7. 10)
- トゥーツ・シールマンス - ハーモニカ(on 9.)
- トム・バーラー - バッキング・ボーカル
- ロリー・ドッド - バッキング・ボーカル
- フランク・フロイド - バッキング・ボーカル
- ラニ・グルーヴス - バッキング・ボーカル
- ユーランダ・マックロー - バッキング・ボーカル
- ロン・テイラー - バッキング・ボーカル
- テリー・テクスター - バッキング・ボーカル
- エリック・トロイヤー - バッキング・ボーカル
- マイク・アレキサンダー - バッキング・ボーカル